# هیدمی جینوشیزونو
هیدمی جینوشیزونو (انگلیسی: Hidemi Jinushizono؛ زادهٔ ۱۴ آوریل ۱۹۸۹) بازیکن فوتبال اهل ژاپن است.